# Frank Lauridsen
Frank Lauridsen (født 19. maj 1948 i Odense, død 8. november 2016) var en dansk sanger og musiker. Frank Lauridsen var i 1960'erne og 1970'erne aktiv i en række forskellige danske rockgrupper.
Han begyndte i bandet The Burtons, hvor han som 17 årig blev forsanger, hvorefter han kom med i Lasse Helners orkester The Baronets. The Baronets opnåede succes i Danmark, og spillede engagementer på Hit House i København og som opvarmning for en række store udenlandske orkestre. Umiddelbart inden indspilningen af gruppens første album forlod Frank Lauridsen imidlertid orkestret for i stedet at spille med Peter Bellis band, Four Roses. Bandet blev dog opløst et års tid senere.
Efter ophold i Indien medvirkede Frank Lauridsen i den danske opsætning af musicalen Hair, og han kom herefter med i bandet Midnight Sun, da bandets oprindelige sanger Allan Mortensen fik en rolle i den danske opsætning af Jesus Christ Superstar. Efter udgivelsen af albummene Walking Circles (1972) og Midnight Dream (1974) gik Midnight Sun i opløsning. Midnight Sun medlemmerne Frank Lauridsen, Carsten Smedegaard og Jens Elbøl gendannede med Ole Fick og Lasse Helner i stedet The Baronets, der indspillede LP-en Gunpowder and Cannonballs. Gruppen optrådte også som backing til sangeren Jan Toftlund, og tog senere navnet Dårskabens Hus Orkester og udgav yderligere et album under dette navn.
Efter Dårskabens Hus Orkester var Frank Lauridsen mindre aktiv. Han udgav i 2014 sit første soloalbum How it feels to be Frank (Giant Sheep Music GSM0032).
Frank Lauridsen medvirkede på album hos Rock Nalle, Gitte Hænning, Alrune Rod, Sebastian, Lasse Helner, Flandert, A Fistful of Dollars, Mamas Blues Joint og Fabulous Underbergs.